# Кёлер, Эрнст
Эрнст Кёлер (нем. Ernst Köhler; 28 мая 1799, Лангенбилау — 26 мая 1847, Бреслау) — немецкий органист и композитор.
Ученик Фридриха Вильгельма Бернера. В 1827 г. сменил его на посту главного органиста церкви Святой Елизаветы в Бреслау. Наиболее известные сочинения — Вариации на тему из оперы Людвига Шпора «Фауст» (op. 33), Фантазия на тему Fantasie über «Die Himmel erzählen die Ehre Gottes» из оратории Гайдна «Сотворение мира» (op. 70), Вариации на тему русского гимна «Боже, царя храни» (нем. Variationen über die alte Russische Volkshymne).